# Drepanogynis ratovosoni
Drepanogynis ratovosoni là một loài bướm đêm trong họ Geometridae.